# دانشکده تربیت بدنی و علوم ورزشی دانشگاه آزاد اسلامی تهران مرکزی
دانشکده تربیت بدنی و علوم ورزشی دانشگاه آزاد اسلامی واحد تهران مرکزی یکی از دانشکده‌های دانشگاه آزاد اسلامی واحد تهران مرکزی است که در سال ۱۳۶۹ آغاز به کار نمود. این دانشکده در مقطع کارشناسی، کارشناسی ارشد و دکترا در رشته‌های مختلف همچون فیزیولوژی ورزشی، آسیب‌شناسی ورزشی و حرکات اصلاحی، رفتار حرکتی، تربیت بدنی محض، تغذیه ورزشی و … دانشجو می‌پذیرد. این دانشکده در مجتمع دانشگاهی ولایت بزرگراه امام علی (ع) –بلوار ارتش - خیابان شهید سوهانی قرار دارد.

## تاریخچه
دانشکده تربیت بدنی و علوم ورزشی دانشگاه آزاد اسلامی واحد تهران مرکزی در سال ۱۳۶۹ با پذیرش دانشجوی مقطع کارشناسی در گرایش دبیری تربیت بدنی و علوم ورزشی تأسیس گردید. در سال ۱۳۷۷ با ادغام مرکز کارشناسی ارشد واحد مرکز (میرداماد) در دانشکده‌ها دانشجویان مقطع کارشناسی ارشد رشته تربیت بدنی و علوم ورزشی نیز به دانشکده تربیت بدنی و علوم ورزشی ملحق شدند.
هم‌اکنون بیش از ۲۴۲۵ نفر دانشجو در مقاطع کارشناسی و کارشناسی ارشد و همچنین در مقطع دکترا در این دانشکده به تحصیل اشتغال دارند.
در حال حاضر دانشکده تربیت بدنی و علوم ورزشی دارای ۲۳ عضو هیئت علمی تمام وقت می‌باشد و در هر نیمسال نیز بیش از ۱۶۰ استاد مدعو در تدریس دروس مختلف با این دانشکده همکاری دارند. همچنین در هر نیمسال ۴تا۶ هزار دانشجوی سایر رشته‌ها و دانشکده‌های واحد تهران مرکزی در این دانشکده دروس تربیت بدنی عمومی (تربیت بدنی، ورزش۱) را می‌گذرانند.

## رشته و گرایش‌های دانشکده

### مقطع کارشناسی
- علوم ورزشی

### مقطع کارشناسی ارشد

#### مقطع کارشناسی ارشد رشته مدیریت ورزشی
- مدیریت رویدادها و گردشگری ورزشی
- مدیریت سازمان‌ها و باشگاه‌های ورزشی
- مدیریت بازاریابی و ارتباطات ورزشی

#### مقطع کارشناسی ارشد رشته رفتار حرکتی
- آموزش تربیت بدنی
- رشد حرکتی
- یادگیری و کنترل حرکتی

#### مقطع کارشناسی ارشد رشته فیزیولوژی ورزشی
- تغذیه ورزش
- فیزیولوژی ورزشی محض
- فعالیت بدنی و تندرستی
- فعالیت ورزشی بالینی
- فیزیولوزی ورزشی کاربردی

#### مقطع کارشناسی ارشد رشته بیومکانیک ورزشی
- بیومکانیک ورزشی

### مقطع دکتری
- مدیریت ورزشی
- رفتار حرکتی
- بیومکانیک ورزشی

رشته آسیب‌شناسی و روان‌شناسی ورزشی در مقطع ارشد و دکتری در شرف اقدام می‌باشد.

## امکانات دانشکده
از امکانات این دانشکده می‌توان به کتابخانه، سایت کامپیوتر، مجموعه ورزشی شامل: استخر، سونا و جکوزی با تجهیزات کامل (تنها ویژه اساتید)، سالن‌های بدنسازی، آمادگی جسمانی، ژیمناستیک، کشتی، تنیس روی میز، شطرنج، سالن چندمنظوره (فوتبال، بسکتبال، والیبال، هندبال، بدمینتون) اشاره کرد.